# Citrus glauca
Citrus glauca, comúnmente llamada lima del desierto, es un arbusto perteneciente al género Citrus, dentro de la familia de las rutáceas. Es endémica del sur de Australia. 

## Descripción

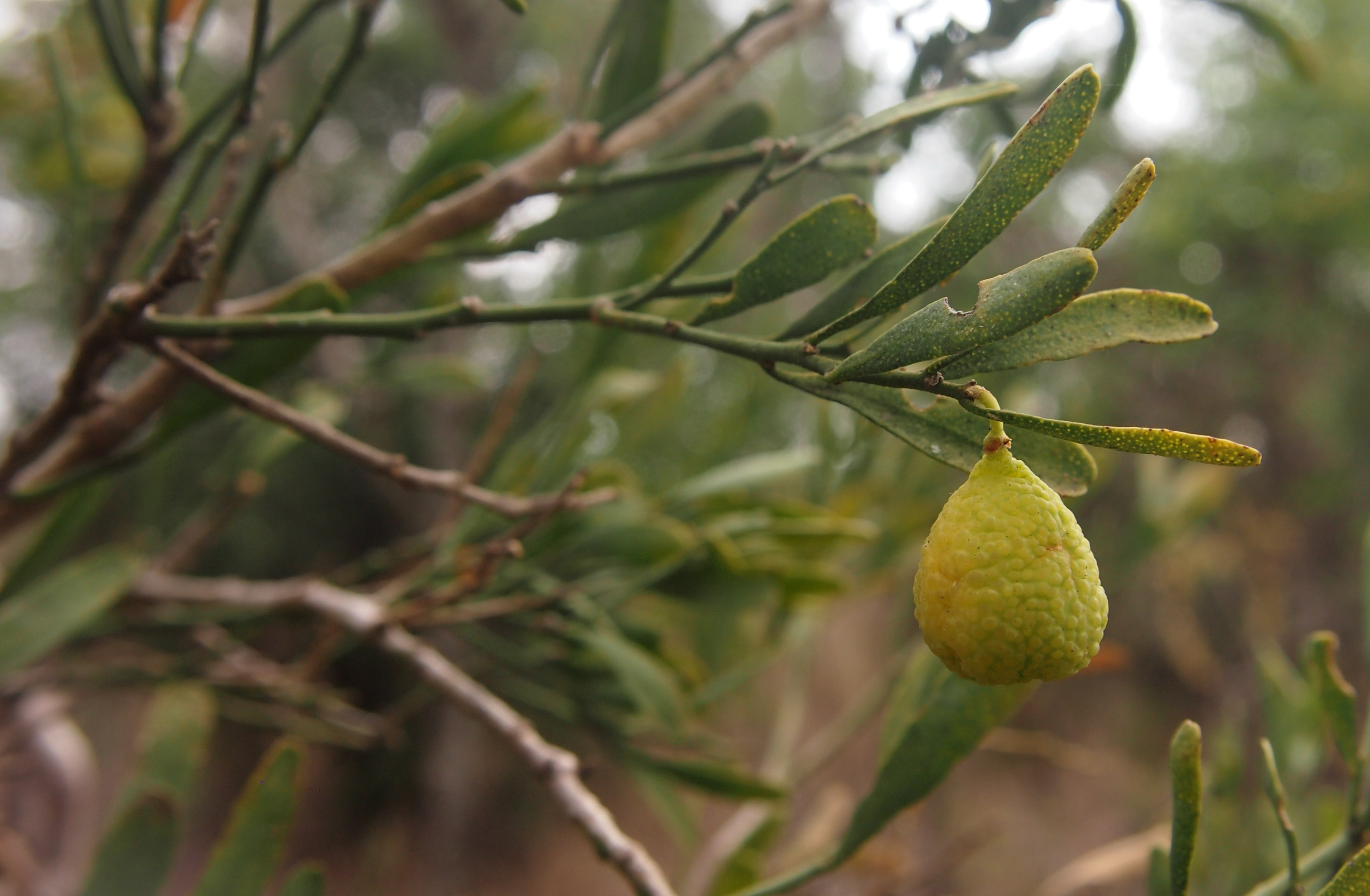
Fruto

La lima del desierto es una fruta muy apreciada en la gastronomía aborigen (bushfood) y se usa en una variedad de productos, incluyendo mermeladas, bebidas, y como fruta glaseada. Tiene un sabor bastante parecido al de la lima.
Se le cosecha silvestre de las áreas de matorrales del bush donde es relativamente común. Sin embargo, C. glauca ha sido extensivamente clareado de algunas áreas debido a prácticas agrícolas. El cultivo comercial está empezando a reducir la explotación del producto cosechado de la naturaleza.

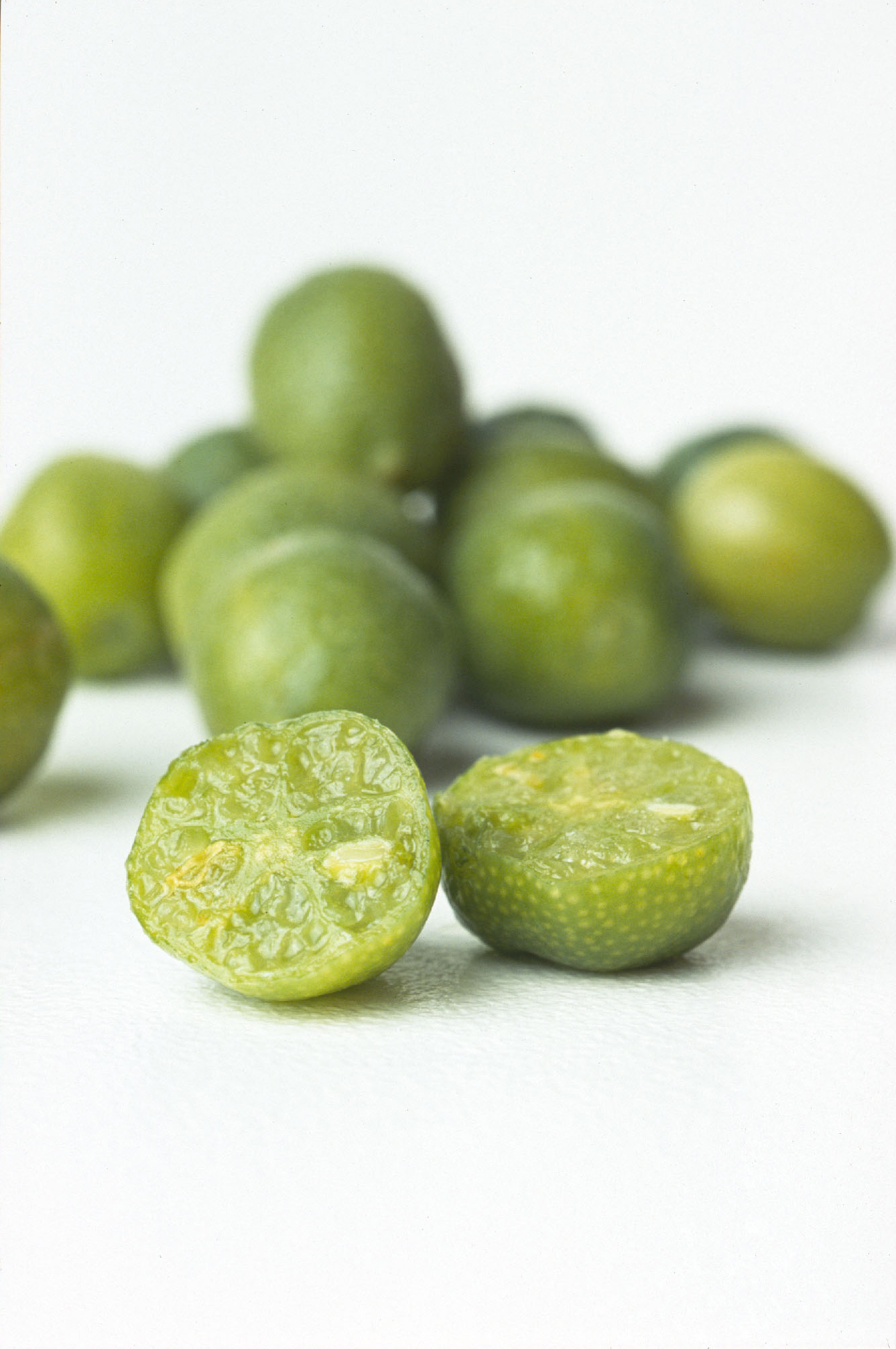
Interior del fruto

Las investigaciones indican que C. glauca es una de las especies del género Citrus más resistente al calor, la sequía y al frío. Por lo tanto es potencialmente importante para los programas de mejora genética de Citrus, al igual que la gran mayoría de miembros del género Citrus, se híbrida fácilmente con otras especies del mismo género.

## Distribución y hábitat
Su área de distribución endémica se sitúa en las regiones áridas y semiáridas de Queensland, Nueva Gales del Sur, y el sur de Australia y crece principalmente en el bioma desértico o de matorrales secos.

## Taxonomía
La primera descripción de esta especie fue como Triphasia glauca, publicada en 1848 por el botánico británico John Lindley la revista científica Journal of an Expedition into the Interior of Tropical Australia.
Posteriormente, el botánico británico Isaac Henry Burkill  colocó la especie en el género Citrus, pasando a llamarse Citrus glauca y anotando estos cambios en la revisat científica Gardens' Bulletin, Straits Settlements 5 (Índice): 3 en el año 1932.

Etimología
- Citrus: nombre genérico que proviene del latín citrus, que se refiere a los árboles y arbustos que producen frutas cítricas, como limones, naranjas y limas. El término citrus tiene sus raíces en el griego antiguo κίτρον (kítron), que significa "cítricos" o "fruto de cítricos".
- glauca: epíteto específico que proviene del latín glaucus, que significa "azulado" o "grisáceo", haciendo referencia a la tonalidad de su tronco.[4]

Sinonimia
- Atalantia glauca (Lindl.) Benth. & Hook.f. (1862)
- Atalantia glauca var. inermis F.M.Bailey (1915)
- Eremocitrus glauca (Lindl.) Swingle (1914)
- Trifasia glauca Lindl. (1848)

## Estado de conservación
En la Lista Roja de Especies Amenazadas de la UICN, la especie está clasificada como de “Preocupación Menor (LC)”.

## Usos
Los indígenas australianos, así como los primeros colonos, han utilizado sus frutos como fuente de alimento. Además, actualmente los podemos encontrar en la cocina australiana moderna formando parte de mermeladas y salsas, aunque como fruto no tiene mucho uso comercial.

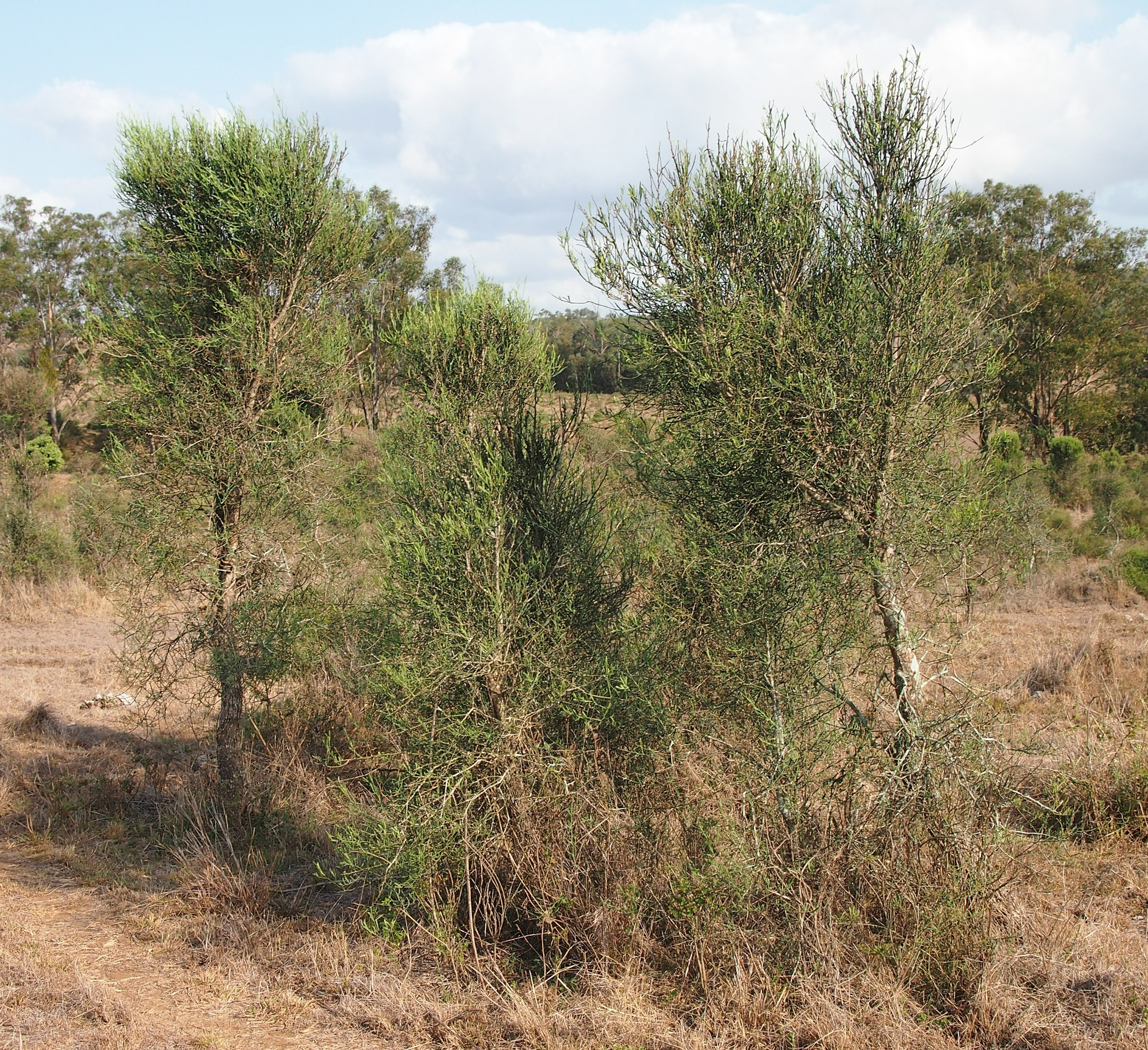
Ejemplar silvestre de Citrus glauca